# Billy Stewart
Billy Stewart (24. března 1937 Washington, D.C. – 17. ledna 1970 Severní Karolína) byl americký zpěvák a kytarista. Svou kariéru zahájil ve dvanácti letech, kdy začal se svými bratry zpívat v kapele The 4 Stewart Brothers. Později se seznámil s kytaristou Bo Diddleym a roku 1955 podepsal smlouvu s vydavatelstvím Chess Records. Svůj první singl „Billy's Blues“ nahrál v roce 1956. Později vydal řadu dalších singlů a také několik alb. Zemřel při autonehodě ve věku 32 let.